# Хинтон (Оклахома)
Хинтон (енгл. Hinton) град је у америчкој савезној држави Оклахома.

## Демографија
По попису из 2010. године број становника је 3.196, што је 1.021 (46,9%) становника више него 2000. године.
| Група             | 2000.         | 2010.         |
| Белци             | 1.540 (70,8%) | 1.933 (60,5%) |
| Афроамериканци    | 286 (13,1%)   | 341 (10,7%)   |
| Азијати           | 3 (0,1%)      | 5 (0,2%)      |
| Хиспаноамериканци | 184 (8,5%)    | 684 (21,4%)   |
| Укупно            | 2.175         | 3.196         |